# Emil Poignant
Per Gustaf Emil Poignant (i riksdagen kallad Poignant i Visby) (uttalas poeng-jáng), född 8 december 1829 i Stockholm, död där 3 juni 1910, var en svensk ämbetsman, riksdagsman och landshövding.
Poignant avlade juris kandidatexamen i Uppsala 1855, blev vice häradshövding 1858, sekreterare i sjöförsäkringsöverrätten 1860 samt assessor i Svea hovrätt 1866. Som ordinarie revisionssekreterare sedan 1871 avgav han 1873–1875 på offentligt uppdrag utredningar och författningsförslag om nybyggen i de norrländska länen, dispositionsrätten över enskilda skogar på vissa orter och om fastighetsböcker för Värmland och Dal samt deltog i kommittéerna för utarbetande av ny instruktion för justitierevisionen (1876) och av författningar angående mått och vikt (1877–1878). 
Efter att 1881 ha utnämnts till häradshövding i Oxie och Skytts domsaga i Malmöhus län förordnades Poignant redan två år därefter till landshövding i Gotlands län. Han kvarstod i denna befattning ända till 1901 och var därunder flera år ordförande i hushållningssällskapet och i direktionen för Visby navigationsskola. 
Poignant representerade Gotlands län i första kammaren 1894–1895 och var riksdagsman för Visby (till en början även för Borgholm) i andra kammaren 1896–1899. I riksdagen anslöt Poignant sig till Lantmannapartiet och beskrevs av Aftonbladet som en "konservativ protektionist".
Poignant utnämndes 1901 till hedersledamot av Lantbruksakademien.